# Seznam škotskih filmskih igralcev
Seznam škotskih filmskih igralcev.

## A
- Ronni Ancona

## B
- Ian Bannen
- John Barrowman
- Sean Biggerstaff
- Ewen Bremner
- Jan Bos
- Billy Boyd
- Gerard Butler

## C
- Peter Capaldi
- Robert Carlyle
- Hamish Clark
- Robbie Coltrane
- Jason Connery
- Sean Connery
- Billy Connolly
- Tom Conti
- Ronnie Corbett
- James Cosmo
- Brian Cox
- Alan Cumming
- Tony Curran

## D
- James Donald

## F
- Craig Ferguson
- Tommy Flanagan
- Laura Fraser
- Rikki Fulton

## G
- Iain Glen
- Jane Godley
- Mary Gordon

## H
- John Hannah
- David Hayman
- Shirley Henderson
- Douglas Henshall
- Sam Heughan

## I
- Armando Iannucci
- Frieda Inescort

## J
- Ashley Jensen
- Gordon Jackson

## K
- Andrew Keir
- Deborah Kerr

## L
- John Laurie

## M
- Kelly Macdonald
- Angus Macfadyen
- Fulton Mackay
- Alastair Mackenzie
- James Mackenzie
- Shirley Manson
- James McAvoy
- Ross McCall
- David McCallum
- Rory McCann
- Sylvester McCoy
- Ian McDiarmid
- Paul McGillion
- Ewan McGregor
- Kevin McKidd
- Mark McManus
- Colin Mochrie
- Peter Mullan

## N
- Daniella Nardini

## O
- David O'Hara

## R
- John Ralston

## S
- Dougray Scott
- Moira Shearer
- Alastair Sim
- John Gordon Sinclair
- Jeff Stewart
- Tilda Swinton

## T
- David Tennant